# Гуанджоу
Гуанджоу (китайски традиционен: 廣州, опростен: 广州, пинин: Guǎngzhōu; известен също и с името Кантон) е голям град в Югоизточен Китай. Намира се в провинция Гуандун, северно от Хонконг.

## География
По-голямата част от града е разположена на левия бряг на река Джу Дзян.
По данни от 2010 г. населението на града е около 11 070 654 души, а на цялата агломерация – около 12 700 800.

## История
Градът е основан през 3 век пр.н.е., откогато съществуват и много архитектурни паметници.

## Инфраструктура
Има железопътна гара, аерогара, морско и речно пристанище. Има едни от най-хубавите пътища в цял Китай.

## Промишленост
Той е сред големите промишлени центрове на страната. Развити са текстилната, циментната, каучуковата и корабостроителната промишленост. Ежегодно в града се провежда най-големият китайски търговски и промишлен панаир, наречен Кантонски панаир.

## Побратимени градове
- Арекипа, Перу
- Бари, Италия
- Бирмингам, Великобритания
- Бристъл, Англия
- Валпараисо, Чили
- Ванкувър, Канада
- Вилнюс, Литва
- Дърбан, ЮАР
- Дубай, ОАЕ
- Екатеринбург, Русия
- Куанджу, Южна Корея
- Линшьопинг, Швеция
- Лион, Франция
- Лос Анджелис, САЩ
- Манила (Филипини)
- Окланд, Нова Зеландия
- Сидни (Австралия)
- Франкфурт, Германия
- Фукуока, Япония